# Cruciviren
Als Cruciviren (englisch Cruciviruses, CruVs) werden gewöhnlich im engeren Sinne solche chimäre Viren verstanden,
- deren Genom ein zirkuläres (ringförmig geschlossenes) Einzelstrang-DNA-Molekül (ssDNA) ist,

- das ein Replikations-Initiator-Protein für Rolling-Circle-Replikation (als REP, Rep, genauer RC-Rep bezeichnet) kodiert und
- aufgrund seiner charakteristischen konservierte Haarnadelstruktur (en. stem-loop structure) mit einer Nonanukleotid-Sequenz, die als Replikationsursprung (Ori) dient, sie als Mitglieder des Phylums Cressdnaviricota (en. Circular Rep-encoding ssDNA viruses, CRESS-DNA-Viren oder CressDNA-Viren) ausweist,

- deren Gen für das Kapsidprotein (als CAP, Cp, CP oder Cp bezeichnet) aber Homologie zu Kapsidgenen von RNA-Viren zeigt (und nicht zu anderen herkömmlichen CRESS-DNA-Viren-Viren).[1]

Der Begriff wird daher üblicherweise synonym zu RNA-DNA-Hybrid-Virus (RDHV) verwendet.
Die Viruspartikel (Virionen) der Cruciviren ähneln also aufgrund ihrer durch das Kapsidprotein bestimmten äußeren Gestalt und Größe (Morphologie) bestimmten RNA-Viren, die innere Genom-Architektur stimmt dagegen mit anderen (üblicherweise viel kleineren) CressDNA-Viren überein.
Der erste Vertreter der Cruciviren ist das „Boiling Springs Lake RNA-DNA Hybrid Virus“ (BSL-RDHV, auch BSL_RDHV) aus einer 2012 veröffentlichten Studie, ein weiterer ist „Idotea-Virus IWaV278“ (Idotea virus IWaV278, „Idotea wosenenskii associated virus“, IWaV-278).
Die entscheidende Frage ist, ob diese insgesamt (oder wenigstens zu einem überwiegenden Teil) aus einem einzelnen (erd-)geschichtlichen RNA-DNA-Hybridisierungsereignis hervorgehen, und daher (bis auf „Ausnahmen“) eine monophyletische Verwandtschaftsgruppe (Klade) bilden.
Für diesen Fall wurde für die BSL-RDHV-ähnlichen Viren (en. „BSL-RDHV-like viruses“) die taxonomische Rangstufe einer Familie mit Namen „Cruciviridae“ vorgeschlagen.
Das Thema ist aber aufgrund der hohen Diversität speziell in dieser Gruppe, aber auch unter den CressDNA-Viren allgemein, äußerst komplex und derzeit (Stand März 2021) immer noch in der Diskussion. Dieser Artikel soll diese Entwicklung in groben Zügen nachzeichnen.

## Entdeckung
Seit 2001 wurden von Kenneth M. Stedman und Kollegen in den Geothermalgebieten im Lassen-Volcanic-Nationalpark (Geothermal areas in Lassen Volcanic National Park, englisch) in Nordkalifornien eine Reihe von Untersuchungen, darunter insbesondere Metagenomanalysen durchgeführt. Dabei wurde im dortigen Boiling Springs Lake (40,4355° N, 121,3971° W) eine Gensequenz (Contig/MAG) mit einem Aufbau wie bei den CRESS-DNA-Viren (dem heutigen Phylum Cressdnaviricota) gefunden. Insbesondere zeigte das Replikations-Initiations-Protein Rep Homologien zum Porcinen Circovirus-2 (PCV2, Gattung Circovirus). Das Kapsidprotein CAP war jedoch homolog zu dem von Viren der Familie Tombusviridae.
Diese chimären (oder hybriden) Genomsequenz wurde vorschlagsgemäß einem neuen Virus mit der Bezeichnung „Boiling Springs Lake RNA-DNA Hybrid Virus“ (BSL-RDHV, auch BSL_RDHV) zugeordnet (Diemer und Stedman, 2012).
Aufgrund der Analysen wurden als mögliche BSL-RDHV-Wirte Mitglieder der Supergruppe SAR (Stramenopiles/Alveolata/Rhizaria) vorgeschlagen.

## Weitere Funde und Kandidaten
Seit dem Fund von BSL-RDHV wurden in weiteren Metagenomanalysen aus einer Vielzahl von Umgebungen etliche weitere chimäre Virus-Sequenzen als Kandidaten die Gruppe der Criciviren gefunden.
Beispiele für solche Habitate sind die Tampa-Bucht, die Finger Lakes (im Norden des US-Bundesstaates New York), Seen der Antarktis, Tiefseesedimente und im Inneren von Libellen (Arvind Varsani, Mya Breitbart).
Einige Beispiele:
- „Boiling Springs Lake RNA-DNA Hybrid Virus“ (BSL-RDHV, BSL_RDHV)[2][1][9][2][4][A. 4]
- „Idotea-Virus IWaV278“ (Idotea virus IWaV278, „Idotea wosenenskii associated virus“, IWaV-278)[10] – gefunden in Asseln der Gattung Idotea an der US-Pazifikküste bei Port Townsend, Washington (Bundesstaat)[11][12][8]
- „RDHV-like virus SF1“ – Fundort: San Francisco, Abwasser[13][8]
- „Fire ant associated circular virus 1“ (FaACV-1), Isolat FL_I0178_C2 – Solenopsis invicta, Saint Petersburg (Florida)[14][1][15][A. 5]
- „Army ant associated crucivirus 1“ – Dorylus sp. (Wanderameisen), Ogooué-Ivindo (Gabun)[16]
- „Faecal-associated circular virus-13“ (FaCV-13) alias „Sewage-associated circular virus-13“ (SaCV-13), Isolat SaCV-13_NZ-BS4044-2012[17][18]
- „Chimeric virus 1“ (CHIV1) bis „Chimeric virus 13“ (CHIV13)[A. 6][1]
- „Chimeric virus 14“ (CHIV14)[19][A. 7][8][20]
- „Peat Bog 1 RNA-DNA hybrid virus“ (PB1-RDHV) – Fundort: „Peat Bog“ marsh, Woodburn, Oregon, USA.[2][A. 8][A. 9]
- „Mill Creek crucivirus 1“ (CruV-MC1), Fundort: Torfmoor am Mill Creek (45,1539° N, 122,8445° W), Woodburn, Oregon, USA.[A. 9]
- „Mill Creek crucivirus 2“ (CruV-MC2) – Fundort: Torfmoor am Mill Creek, Woodburn
- „Mill Creek crucivirus 3“ (CruV-MC3) – Fundort: im Wasser/Bachbett vom Mill Creek, Woodburn[21]
- „Red panda feces-associated crucivirus“, Isolat Rpf280cru-12 – Ailurus fulgens, Sichuan (China)[22]
- „Crucivirus-15“ (CruV-15-B) bis „Crucivirus-51“ (CruV-51-F)[18][8][A. 10]
- „Crucivirus-81“ (CruV-81) bis „Crucivirus-540“ (CruV-540) – nicht alle Nummern besetzt.[5][23][A. 5]
- „Crucivirus-like circular genetic element-85“ (CruV-85)[5][24]
- „Crucivirus-like circular genetic element-471“ (CruV-471)[5][25]

Innerhalb der CressDNA-Viren werden der Jormunvirales-Familie Draupnirviridae aktuell (Stand Ende März 2025) zugeordnet:
- Gattung Incitatusivirus
Spezies Incitatusivirus orancis mit Crucivirus sp. Crucivirus-256 001509_virusbaton
- Gattung Malificivirus
Spezies Malificivirus porcris mit Crucivirus sp. Crucivirus-230 001540_virusbaton
- Gattung Torentivirus
Spezies Torentivirus aristcris mit Crucivirus-295 BS_189
Spezies Torentivirus curcianense mit Crucivirus sp. Crucivirus-136 001794_virusbaton
Spezies Torentivirus lanversius mit Crucivirus sp. Crucivirus-235 001534_virusbaton
Spezies Torentivirus orstucis mit Crucivirus sp. Crucivirus-217 001577_virusbaton
Spezies Torentivirus potacris mit Crucivirus sp. Crucivirus-231 001539_virusbaton
Spezies Torentivirus zocris mit Crucivirus-184 CHIVOP3_758
- Gattung Vegetivirus
Spezies Vegetivirus portlucense mit Crucivirus sp. Crucivirus-130 001815_virusbaton
- Gattung Volantivirus
Spezies Volantivirus zuncris mit Crucivirus-523 GP1_93596

## Andere RNA-DNA-Hybridisierungsereignisse
Das für die Entstehung der Cruciviren als RNA-DNA-Hybridviren vorausgesetzte Hybridisierungsereignis setzt (das als Resultat wieder ein DAN-Virus entsteht) eine „reverse“ Transkription von RNA zu DNA voraus.
Allerdings besitzen die gefundenen Cruciviren im Gegensatz zu den Retroviren nicht selbst ein dafür nötiges Enzym (d. h. eine Reverse Transkriptase).
Man hatte daher zunächst angenommen, dass ein derartiges Hybridisierungsereignis in der Evolutionsgeschichte der (CRESS-)DNA-Viren einmalig ist.
Weitere Studien belegten aber offenbar, dass es in der Evolution doch mehrere solche RNA-DNA-Hybridisierungsereignisse, insbesondere auch im Phylum Cressdnaviricota, so dass nicht alle RNA-DNA-Hybrid-Viren per se einer einzigen Verwandtschaftsgruppe (Klade) angehören.

### DfCyclV
Ein vermutliches Beispiel dafür, dass nicht bei alle RNA-DNA-Hybridviren das CP von den Tombusviridae stammt, zeigte sich bei Untersuchung der Vielfalt von mit Libellen assoziierten ssDNA-Viren.
Ein dabei (neben anderen) gefundenes Virus-Genom mit der Bezeichnung Dragonfly cyclisvirus – offenbar ist gemeint Dragonfly cyclicusvirus (DfCyclV), Spezies Strenuaivirus antaflavis (Draupnirviridae) – zeigte eine schwache, aber signifikante Homologie eines mutmaßlichen Proteins zum CP des Tabak-Mosaik-Satelliten-Virus (alias Satelliten-Tabaknekrosevirus, en. Satellite tobacco necrosis virus, STMV) der Spezies Tobacco virtovirus 1 (Gattung Virtovirus).
Das CP des Satelliten-Tabaknekrosevirus unterscheidet sich jedoch in Sequenz und Struktur grundlegend von denen der Tombusviridae und ähnelt am ehesten den CPs der Geminiviridae. Daher ist vermutlich DfCyclV ein CRESS-DNA-Virus, aber kein Mitglied der Klade der BSL-RDHV-ähnlichen Viren.

### SsHADV-1
Über einen Fund von RDHVs anderen Typs berichteten zudem Koonin und Dolja (2012): Sclerotinia sclerotiorum hypovirulence-associated DNA virus 1 (SsHADV-1), ein Geminiviridae-ähnliches Mykovirus mit zyklischer ssDNA, aber mit signifikanten Unterschieden in Genom-Organisation und Morphologie.
Auch für die Bacilladnaviridae wird eine ähnliche evolutionäre Vergangenheit angenommen.

### Bidnaviridae
Zudem berichteten Krupovic und Koonin (2014), dass eine andere ssDNA-Familie, die Bidnaviridae, ebenfalls eine „turbulente“ evolutionäre Vergangenheit hat, u. a. mit einer mutmaßlichen Gen-Übernahme von den dsRNA-Viren der Reoviridae.

### Bacilladnaviridae
Darüber hinaus wurde die Übernahme von Kapsiden mit einer T=3-Symmetrie aus der ssRNA-Familien Nodaviridae durch CRESS-Viren als Ursprung der Bacilladnaviridae. Die Nodaviridae sind wie die Tombusviridae ein Mitglied der Kitrinoviricota (Orthornavirae), die Bacilladnaviridae wie die Cruciviren Mitglied der Cressdnaviricota.

### Weitere
Tisza et al. präsentierten 2020 Belege für zusätzliche unabhängige Rekombinationsereignisse zwischen CRESS-Viren und ssRNA-Viren sowie ssDNA-Bakteriophagen.

## REP-Polyphylie
Um von einem einzigen RNA-DNA-Hybridisierungsereignis ausgehen zu können, ist es daher notwendig, in der Gruppe der Cruciviren Homologie (Biologie) des (von RNA-Viren stammenden) CAP-Gens vorauszusetzen.
Überraschenderweise besteht aber auch bei Beschränkung auf BSL-RDHV-ähnliche CAP-Sequenzen beim REP-Protein offenbar keine Monophylie.
Weitere phylogenetische Untersuchungen der Virensequenzen chimärer Virusgenome mit Bezeichnung „Chimeric virus1“ (CHIV1) bis „Chimeric virus13“ (CHIV13) aus verschiedenen Umgebungen durch Simon Roux et al. (2013) zeigten nur zum Teil Homologie des Kapsidproteins CAP zu den ssRNA-Viren der Tombusviridae. Zum Teil gab es aber Homologie zu Sequenzen der den bisher – Stand 21. Juni 2021 – nicht klassifizierten Spezies
„Sclerophthora macrospora virus A“ (SmV-A) und
„Plasmopara halstedii virus A“ (PhV-A) – beide sind assoziiert mit Eipilzen der Familie Peronosporaceae.
Diese mosaikartige Zusammensetzung des Genoms in der Gruppe der Cruciviren erwies sich als das Hauptproblem ihrer taxonomischen Klassifizierung.

### Möglicher nachträglicher Austausch von REP
Roux et al. (2013) versuchten die angenommene Monophylie der Cruciviren durch folgende Annahme aufrechtzuerhalten:
Der Transfer eines CAP-Gens von RNA-Viren auf DNA-Viren (genauer CressDNA-Viren) sollte ein einmaliges (oder sehr seltenes) Ereignis sein.
Der Erwerb eines solchen Gens von der Familie Tombusviridae könnte dann der Ursprung einer Klade (Verwandtschaftsgruppe) von BSL-RDHV-ähnlichen Viren sein.
Das bei der Hybridisierung von den Tombusviridae übernommene CAP bot offenbar mehr Platz, was einen evolutionären Vorteil darstellt.
Die so entstandenen Hybridviren hatten im Kapsid mehr Platz und konnten in der Folge auch ihr Genom (weiter) vergrößern.
Dazu passt, dass die von Roux et al. 2013 untersuchten Genome der Cruciviren im Vergleich zu herkömmlichen CRESS-DNA-Viren eine große Länge zeigten.
Die Vielfalt der REP-Gene bei den untersuchten Sequenzen wird als nachträglicher als Austausch dieses Gens durch das verschiedener anderer CRESS-DNA-Viren gedeutet.
Man hat spekuliert, dass direkt nach der Hybridisierung, d. h. der Übernahme des Gens für CAP, dieses mit dem Gen für das REP noch nicht ausreichend kompatibel war.
Im Rahmen weiterer Anpassungen könnte es dann per horizontalem Gentransfer (HGT) zu einer Ersetzung des REP durch das von verwandten Viren, d. h. CRESS-DNA-Viren, gekommen sein. Dies wäre wohl viel leichter möglich und daher wahrscheinlicher ist als die ursprüngliche Übernahme des Gens für CAP von RNA-Viren, so dass ein solcher Vorgang wiederholt stattgefunden haben könnte.

### Vorschlag einer FamilieCruciviridae
Die Überlegungen führten schließlich dazu, für die BSL-RDHV-ähnlichen chimären Viren (BSL-RDHV-like viruses) innerhalb des Phylums Cressdnaviricota die Bezeichnung „Cruciviren“ (en. cruciviruses, CruVs) einzuführen. Insgesamt waren von diesen mit Stand Oktober 2020 nicht weniger als 461 Kandidaten bekannt.
Darüber hinaus wurde unter der Annahme, dass diese eine Verwandtschaftsgruppe (Klade) bilden, für diese provisorisch der taxonomische Rang einer Familie „Cruciviridae“ innerhalb dieses Phylums vorgeschlagen.

### Klassifizierung (Versuch)
Roux et al (2013) haben eine Klassifizierung der Cruciviren – der postulierten Familie „Cruciviridae“ – nach Homologie des REP zu verschiedenen Familien der Cressdnaviricota vorgeschlagen (siehe dort insbes. Fig. 1 und Suppl. 2) Ungeklärt blieb aber, ob diese Gruppen aber angesichts der leichten Ersetzbarkeit des REP monophyletisch sind.
Familie(?): „Cruciviridae“ (Taxonomie, bzw. Klassifizierung der Cruciviren nach REP)
- Klade(?): Circo-like REP-associated gene – REP-Homologie zum Porcinen Circovirus-2 (PCV-2, Circoviridae)

- BSL-RDHV; CHIV1, CHIV2, CHIV3, CHIV4, CHIV5; RDHV-SF1 (Krupovic), CRUV-15-B, CRUV-19-B, CRUV-20-B, CRUV-21-B, CRUV-22-F, CRUV-23-F, CRUV-24-F, CRUV-25-B, CRUV-32-F, CRUV-33-F, CRUV-34-B, CRUV-35-B, CRUV-36-B, CRUV-38-B, CRUV-39-B, CRUV-40-B, CRUV-41-F, CRUV-42-B, CRUV-43-F, CRUV-44-B, CRUV-45-F, CRUV-46-B, CRUV-47-F (Quaiser)
- IWaV278 (Bistolas)

- Klade(?): Nano-like Rep-associated gene – REP-Homologie zum Milk vetch dwarf virus (MDV, Nanoviridae)

- CHIV6, CHIV7, CHIV8, CHIV9, CHIV10, CHIV11, CHIV12; CRUV-16-B, CRUV-18-B, CRUV-26-F, CRUV-27-B, CRUV-28-F, CRUV-29-F, CRUV-31-B, CRUV-48-B CRUV-49-B, CRUV-50-F, CRUV-51-F (Roux, Quaiser)

- Klade(?): Gemini-like Rep-associated gene – REP-Homologie zum Maize Streak Virus (MSV, Geminiviridae)

- CHIV13, CHIV14; CRUV-17-B, CRUV-30-B, CRUV-37-F, FaCV-13 (Quaiser)

Die CHIV-Genome zeigten die für Cressdnaviricota charakteristischen Haarnadelstruktur (en. stem loop) mit einer Nonanukleotid-Sequenz, die bei diesen Viren als Replikationsursprung dienen.
Neben den CAP- und REP-Genen enthalten einige der CHIVs laut Vorhersage bis zu vier zusätzliche Offene Leserahmen (en. open reading frames, ORFs).
Die Analyse des Genoms von IWaV278 durch Bistolas et al. (2017) deutete auf eine Zugehörigkeit zur ersten Gruppe, insbesondere ist das CAP homolog zu dem von CRUV-15-B. Es ist mit 3478 nt (Nukleotiden oder Basen) wie zu erwarten größer als das der meisten CRESS-DNA-Viren, aber in dieser Größe vergleichbar mit dem der anderen Mitgliedern der Cruciviren-Kladen.
IWaV278 zeigte keine Anzeichen von Intra-Gen-Chimärismus (en. intra-gene chimerism – mehrfachen Rekombinationsereignissen innerhalb des REP-Gens) oder teilweisem Austausch von REP-Genen. Derartige Phänomene hat man allerdings bei mehreren anderen Cruciviridae-Genomen gefunden.

### Weitere Forschungsergebnisse
Eine neuere noch umfangreichere Analyse von Higuera et al. (2020) zeigte aber, dass die REPs der Cruciviren die Vielfalt aller anderen CRESS-DNA-Viren überspannt und die Grenzen zwischen ihnen verwischt. Es gibt Cruciviren, die bzgl. des REP eng mit Geminivirdae und Genomoviridae (den beiden Familien der Ordnung Geplafuvirales) verwandt sind, also (einigermaßen) in das obige Schema passen. Man fand aber auch Cruciviren mit REP-Homologie zu den anderen klassifizierten (d. h. offiziellen, vom International Committee on Taxonomy of Viruses (ICTV) bestätigten) CRESS-DNA-Familien. Interessanterweise enthält der Sonderfall CruV-420 nicht ein, sondern zwei verschiedene tombusvirenartige Kapsidproteine. Insgesamt deuteten diese Ergebnisse darauf hin, dass Rekombination tendenziell häufiger zwischen Gruppen von Cruciviren mit relativ ähnlichen Kapsidproteinen auftrat (oder auftritt).

## Beschreibung

### Aufbau
Solange alle vorgeschlagenen Vertreter der Cruciviren aus Metagenomanalysen stammen, lassen sich noch keine sicheren Aussagen über die Morphologie machen. Es wurden zwar EM-Aufnahmen virusartiger Partikel (en. virus-like particles) gemacht. Es bleibt daher nachzuweisen, dass diese Träger der Genome aus der Metagenomik, d. h. die gesuchten Virionen (Virusteilchen) sind.

### Genom

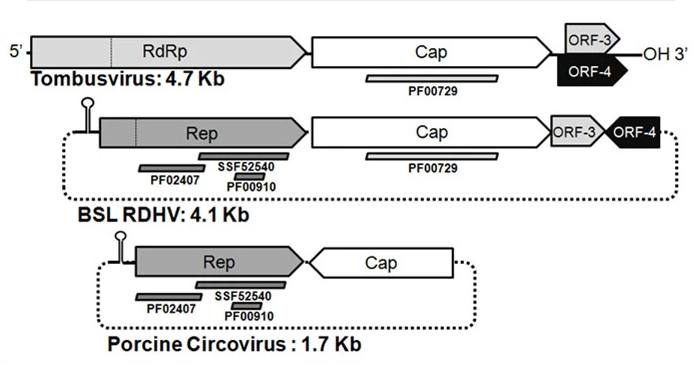
Aufbau des Genoms von BSL-RDHV im Vgl. zu Tombusvirus (TBSV: ssRNA linear) und Porcines Circovirus 1 (PCV1: wie BSL-RDHV ssDNA zirkulär).
Die Balken unter den ORFs zeigen von der Analyse erkannte Proteinfamilien an.

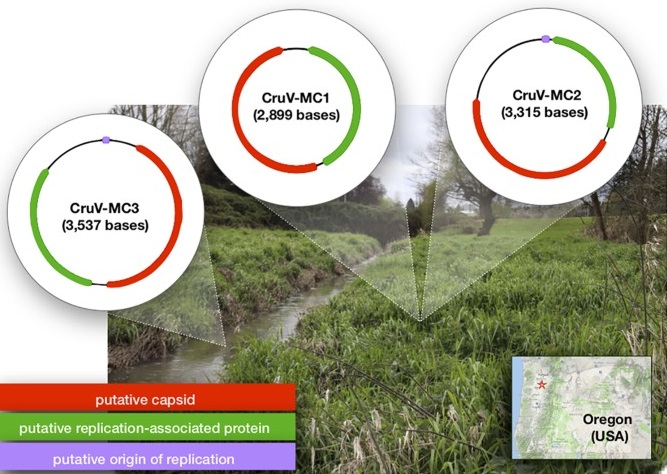
Genomstruktur der am Mill Creek in Woodburn, OR, USA, gefundenen Cruciviren CruV-MC1, MC2, MC3;
grün: vorhergesagte Kapsidprotein-Gene (CAP);
rot: vorhergesagte Replikations-Initiator-Protein-Gene (REP);
lila: mutmaßlicher Replikationsursprung.
Hintergrund: Das Entnahmegebiets der Proben.
Unten rechts Karte mit Lage von Woodburn (Stern).

Genomkarten von CHIV1 bis CHIV13 finden sich bei Roux et al. (2013) Fig. 1 (inklusive Längen).

### Proteom
Einige Beispiele für vorhergesagte Proteinstrukturen:

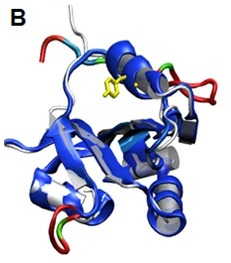
Vorhergesagte REP-Struktur von BSL-RDHV
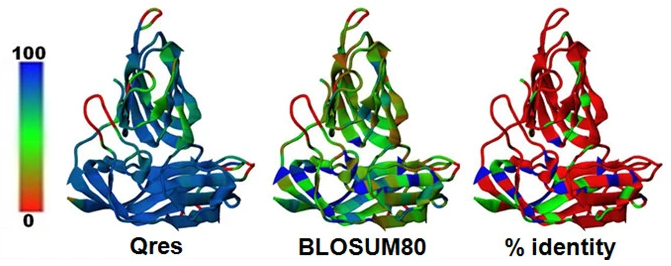
Vorhergesagte CAP-Struktur von BSL-RDHV im Vergleich zu der von TBSV und MNSV
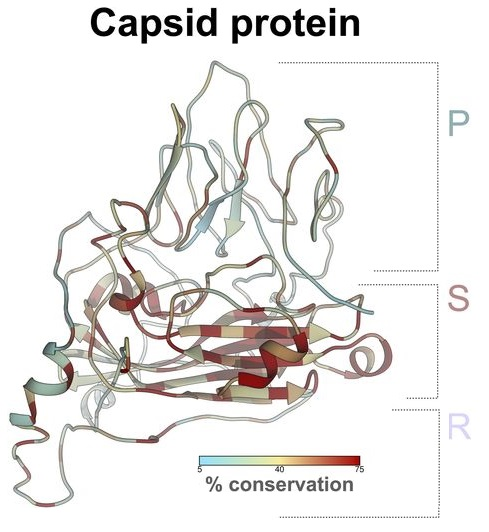
CAP-Strukturmodell von CruV-359
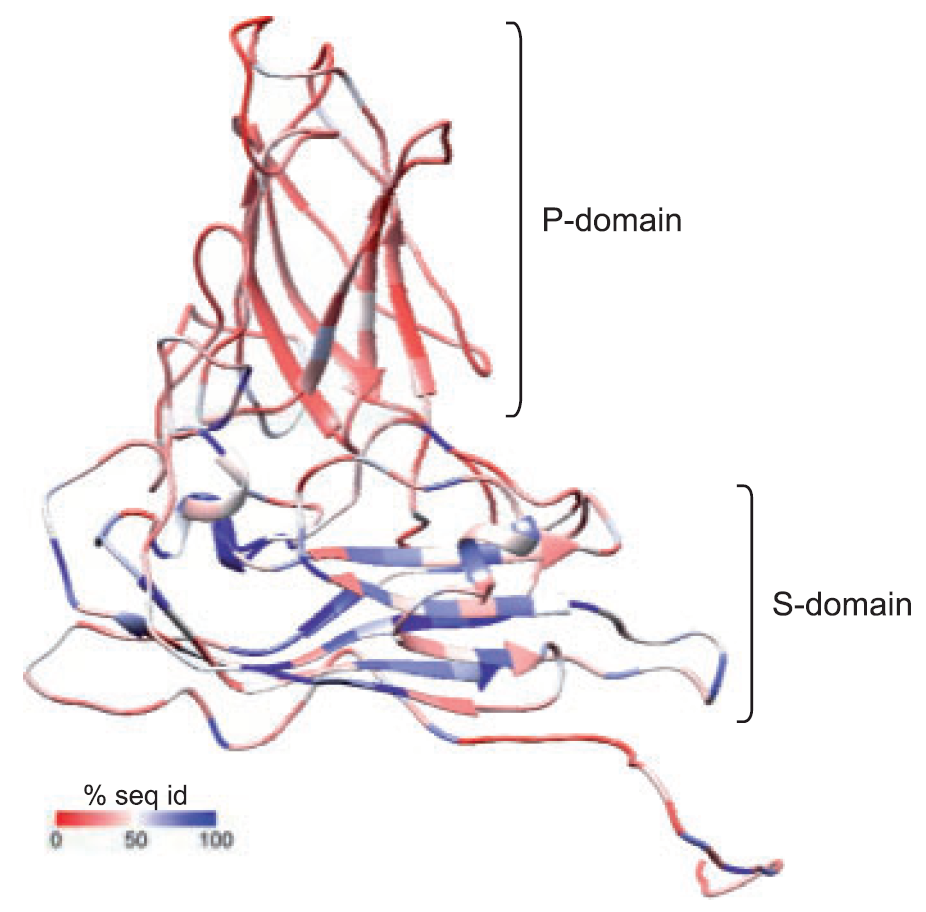
CAP-Strukturmodell von CHIV14

### Replikation
Fast alle ssDNA-Viren mit zirkulärem Genom replizieren dieses auf ähnliche Weise (sog. Rolling Circle Replication, RCR). Zunächst wird zur ssDNA das zugehörige Komplement synthetisiert (der Wirt hat die nötigen Enzyme für seine eigene Replikation), so dass eine (zirkuläre) Doppelstrang-DNA (dsDNA) entsteht. Das REP-Protein startet (initiiert) dann die Replikation, indem es die zirkuläre dsDNA an der konservierten Haarnadelstruktur (en. stem-loop structure), dem Doppelstrangursprung (DSO), aufschneidet. Dies liefert einen Startpunkt (en. Primer) für die DNA-Replikation vermöge der DNA-Polymerasen der Wirtszelle. Das Rep-Protein in den meisten ssDNA-Viren ist in einer Nebenfunktion auch eine Helikase und schält den Komplementärstrang der DNA wieder ab.
Schließlich fügt das REP-Protein das Genom nach einer einzigen Replikationsrunde wieder zusammen (Ligation).

## Bedeutung
Cruciviren sind von entscheidender Bedeutung für das Verständnis der Virusevolution und der Entstehung neuer Viren durch Rekombination und Hybridisierung. Sie können neue Einblicke in den Übergang von RNA zu DNA in der Evolution des frühen zellulären Lebens auf der Erde geben (RNA-Welt-Hypothese).
Die das REP kodierenden Gene (genauer: Offener Leserahmen, englisch open reading frames, ORFs) der Cruciviren haben die größte Homologie zu Einzelstrang-DNA-Viren (ssDNA-Viren, Baltimore-Gruppe 2), während die das Kapsidprotein kodierenden Gene (ORFs) die meiste Homologie zu Einzelstrang-RNA-Viren (ssRNA-Viren, Baltimore-Gruppe 4 und 5) haben.
Während das Genom zellulärer Organismen stets aus einem oder mehreren Molekülen Doppelstrang-DNA (dsDNA) besteht, sind Viren die einzigen rezenten Organismen (bzw. molekulare Maschinen), die neben DNA auch RNA als genetisches Material verwenden, sowohl als Einzel- als auch als Doppelstrang.
Zwar tauschen alle Viren innerhalb von Gruppen mehr oder weniger untereinander verwandter Viren genetisches Material aus, d. h. insbesondere DNA-Viren mit DNA-Viren und RNA-Viren mit RNA-Viren. Ein Austausch genetisches Material zwischen RNA- und DNA-Viren war aber bis zur Entdeckung der RNA-DNA-Hybridviren (RDHVs) nicht beobachtet worden. Dies ist um so erstaunlicher, als die (nach den Annehmen) den Cruciviren zugrunde liegende Hybridisierung eine umgekehrte (reverse) Transkription voraussetzt (siehe Reverse Transkriptase), die normale Transkriptionsrichtung ist DNA → RNA (mRNA oder tRNA).
Im Rahmen der RNA-Welt-Hypothese wird vermutet, dass Viren die ersten waren, die Doppelstrang-DNA (dsDNA) als genetisches Material in einer vermuteten primordialen (ursprünglichen) RNA-Welt verwendet haben, und dass diese Strategie dann vom zellulären Leben (zunächst organisiert in hypothetischen Ribozyten alias Ribozellen) übernommen wurde. Daher könnten RNA-Viren das Überbleibsel dieser RNA-Welt sein; RHDVs könnten dagegen moderne Relikte aus der Übergangszeit sein – ähnlich wie es von Retroviren (wie die HIVs, Baltimore-Gruppe 6) und Pararetroviren (wie die Cacao-swollen-shoot-Viren, CSSVs, Baltimore-Gruppe 7) vermutet wird – diese wechseln als Teil ihres Replikationszyklus zwischen DNA und RNA.
Auch bei den Retroviren wurde bereits 1970 eine Reverse Transkriptase gefunden.
Das offensichtlich von einem RNA-Virus erworbene Gen für das Kapsidprotein bestimmt die äußere Hülle der Viruspartikel (Virionen) – und damit aber auch, welche Wirte das Virus infizieren kann, wie es übertragen wird und wie es die Wirtsabwehr umgeht. Offenbar hat dieser Erwerb den Cruciviren auf so einen evolutionären Vorteil verschafft, weshalb sich die Hybride so weit kosmopolitisch etablieren konnten.